# Heinrich Danioth
Heinrich Danioth (* 1. Mai 1896 in Altdorf; † 3. November 1953 in Flüelen) war ein Schweizer Maler und Dichter.

## Leben

Veranstaltungsplakat von Heinrich Danioth, (1930)

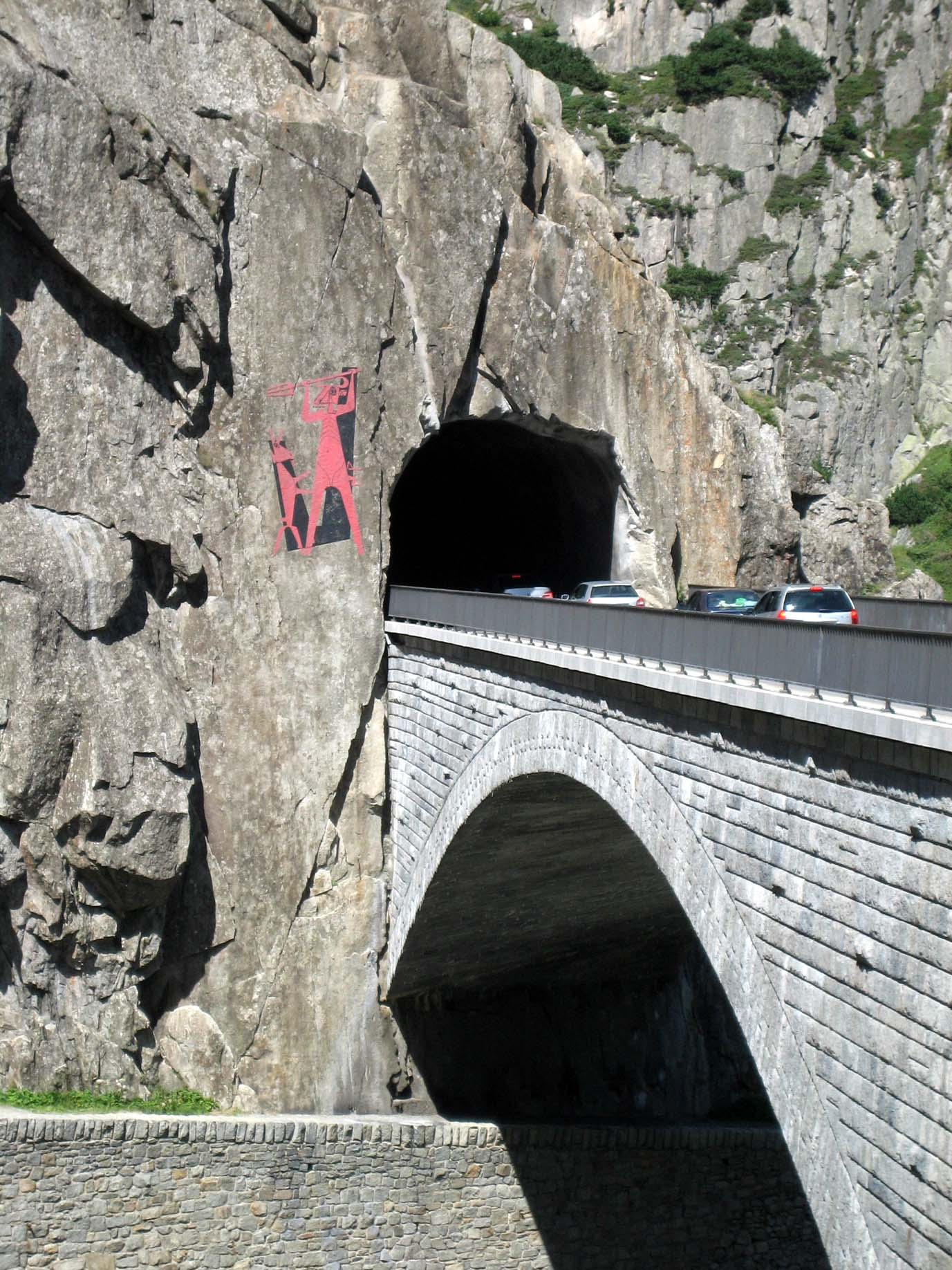
Teufelsbild in der Schöllenen

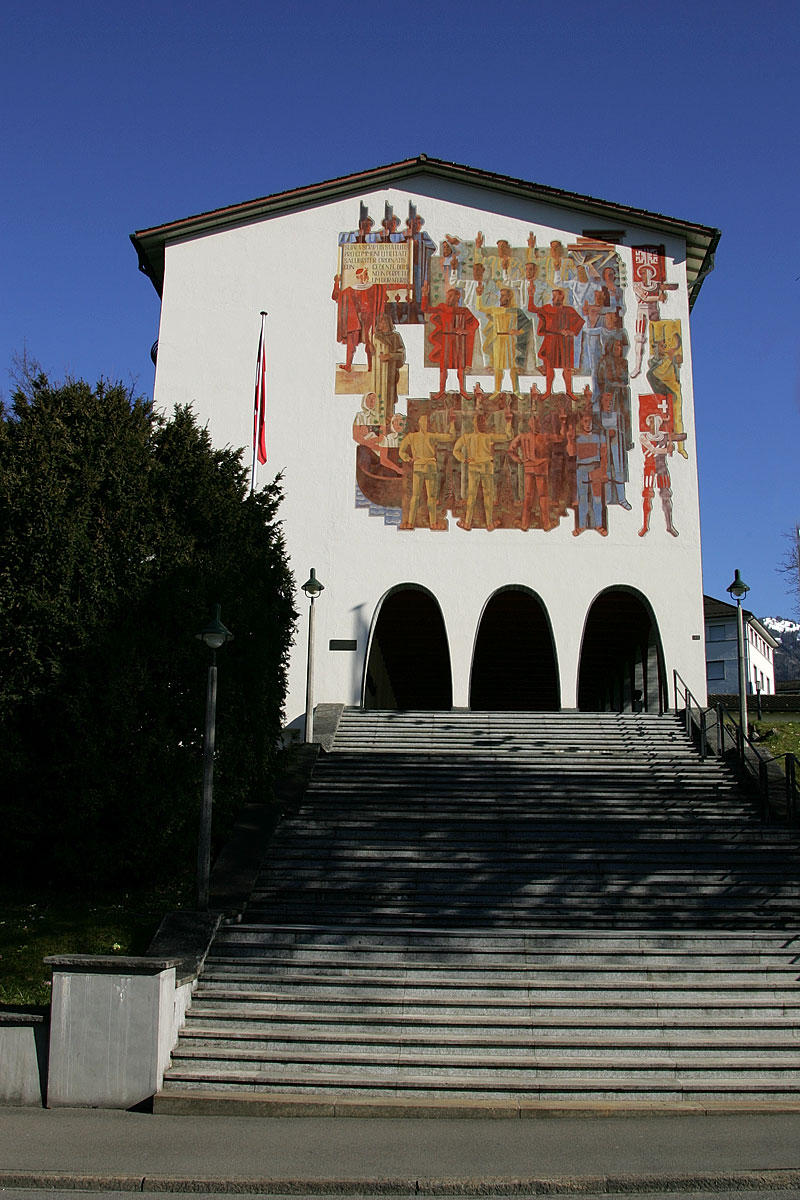
Wandbild «Fundamentum» am Bundesbriefmuseum in Schwyz

Nach der künstlerischen Grundausbildung ab 1912 im Atelier von Rudolf Löw in Basel sowie in Abendkursen an der dortigen Gewerbeschule begann Danioth 1916 als freier Künstler im eigenen Atelier im Vaterhaus in Altdorf zu arbeiten. Nach dem Aktivdienst gab er 1919 eine Anstellung als Kirchenmaler im Oberwallis «aus künstlerischen Gewissensgründen» auf. 1920 und 1921 folgten Aufenthalte in Rom. 1925 besuchte er die Meisterklasse des deutschen Expressionisten August Babberger an der Badischen Landeskunstschule in Karlsruhe. Dieses Studium gab Danioths Kunstschaffen eine entscheidende Wendung, und nach seiner Rückkehr in die Schweiz 1927 führte im traditionalistisch geprägten Kanton Uri den Expressionismus ein. Anfänglich folgte er den Kompositionsprinzipien Ferdinand Hodlers und einer expressionistischen Formensprache. Die formale Beeinflussung durch Babberger war so stark, dass sie für Danioth über längere Zeit zu einer fast zwanghaften Belastung wurde, aus der er sich in jahrelangen Bemühungen wieder zu befreien suchte. Gleichzeitig musste sich Danioth gegen das abwertende Etikett «Heimatmaler» wehren, das man ihm damals oft verlieh. Wichtig war für ihn die Bekanntschaft mit dem Urner Ethnographen und Schriftsteller Eduard Renner und die Förderung durch die Familie des Urner Industriellen Adolf Dätwyler.
1929 nahm Heinrich Danioth in Flüelen Wohnsitz. Ein Jahr nach seiner Vermählung mit Hedi Weber baute er 1932 über dem Urnersee ein eigenes Wohn- und Atelierhaus im Geist des modernen Bauens, in Sichtbeton, mit einem Flachdach und weiten offenen Innenräumen, was in seiner Umgebung Aufsehen erregte. Hier wirkte er bis zu seinem Tod im Jahr 1953 nach einer missglückten Operation an einem Hirntumor.

## Werk
In Flüelen entstanden Danioths reifste, die Innerschweizer Malerei wesentlich prägende Arbeiten. Eines seiner schönsten Wandbilder ist die grossformatige, im Auftrag der Eidgenössischen Kunstkommission geschaffene «Föhnwacht» von 1944 im Wartsaal des SBB-Bahnhofs Flüelen. Zu seinen bekanntesten Werken gehören auch das in der Entstehungszeit umstrittene Wandbild «Fundamentum» von 1936 an der Fassade des Bundesbriefmuseums in Schwyz, das Sagenbild des Teufels mit dem Ziegenbock an der hohen Felswand über der Teufelsbrücke in der Schöllenen-Schlucht bei Andermatt (1950), die Wandbilder «Tellsprung» und «Rütlischwur» am Altdorfer Tellspielhaus sowie das Wandbild an der Fassade des Hauses Schön am Lehnplatz (1927) ebenfalls in Altdorf.
Das Felswandbild über der Teufelsbrücke wurde beim Bau der neuen Kantonsstrasse (ca. 1958) an einer neuen Stelle wieder angebracht.
Der «Berufssatiriker», wie er sich nannte, war auch als Zeichner und Illustrator tätig. 15 Jahre war er für die Satirezeitschrift Nebelspalter tätig und wirkte mit träfen Werken in Bild und Sprache in jenen Zeiten auch gegen den Faschismus. Er schuf Plakate, Glasmalereien und Tafelbilder und arbeitete zudem als Theatermaler.
Danioth war auch schriftstellerisch tätig. Neben ausführlichen Tagebüchern verfasste er Schnitzelbänke für die Fasnacht und satirische Verse. Gegen Ende seines Lebens entstanden rein literarische Texte. Das bekannteste Werk des Dichters Danioth ist das «Urner Krippenspiel» aus dem Jahr 1945. 1951 verfasste er das Hörspiel «Der sechste von den sieben Tagen». Hierfür erhielt er postum auf dem Friedhof in Flüelen den Radiopreis der Innerschweiz. 1954 wurden die Werke von Danioth im Kunstmuseum Luzern gezeigt.

## Dokumentation
Die 1963 in Altdorf gegründete Stiftung Danioth-Ring ist heute im «Kunst- und Kulturverein Uri» aufgegangen. 1990 wurde in Altdorf die Dätwyler Stiftung gegründet, die im Rahmen ihrer Kunstförderung die bisherige Pflege des Werks von Heinrich Danioth durch die Stifter fortsetzt. Im 2009 eröffneten Danioth-Pavillon soll das umfassende Werk von Heinrich Danioth der Öffentlichkeit zugänglich gemacht werden.
Der Schweizer Regisseur Felice Zenoni (Mesch & Ugge AG Filmproduktionen) porträtierte das Wirken Heinrich Danioths in einem Dokumentarfilm, der Anfang 2015 in die Kinos kam.